# Makora calypso
Makora calypso là một loài nhện trong họ Amphinectidae. Loài này phân bố ở New Zealand.